# Borislav Radović (emisija)
Borislav Radović je dokumentarni televizijski esej u trajanju od 30 minuta, reditelja Slobodana Ž. Jovanovića, u proizvodnji Radio-televizije Srbije. Premijerno je emitovana 7. jula 1994. godine.
Pesnik neosimbolističke orijentacije, Borislav Radović jedan je od najznačajnijih srpskih pesnika. Novim knjigama oglašava se retko, ali svaka njegova knjiga je značajan povod za razgovor ne samo o srpskoj poeziji. Emisija je snimljena u ambijentu malog vinograda, u prolećnoj senci čokota, u jednom dvorištu na Umci i dodiruje „elemente pesnikove narativnosti i otkriva one autopoetične komentare“ koji najbolje govore o njegovoj čistoj poeziji. Razgovor sa pesnikom na obali Save dočaraće gledaocu one slike i značenja koja će, opet na svoj način, govoriti o tome da je Radović pesnik široke kulture.

## Autorska ekipa
- Reditelj Slobodan Ž. Jovanović
- Scenarista Slobodan Ž. Jovanović
- Direktor fotografije Dragoljub Mančić
- Montažer Dušan Založnik

## Učestvuju
- Borislav Radović,
- Miodrag Mijušković

## Spoljašnje veze
- Borislav Radović на веб-сајту  (језик: енглески)
- https://web.archive.org/web/20080705060056/http://www.balkanwriters.com/broj4/borislavradovic4.htm
- http://dvehiljadite.blogspot.com/2009/02/borislav-radovic.html
- http://riznicasrpska.net/knjizevnost/index.php?topic=218.0 Архивирано на веб-сајту  (30. април 2018)